# Coos Bay
Coos Bay é uma cidade localizada no estado norte-americano de Oregon, no Condado de Coos.

## Demografia
Segundo o censo norte-americano de 2000, a sua população era de 15.374 habitantes.
Em 2006, foi estimada uma população de 15.999, um aumento de 625 (4.1%).

## Geografia
De acordo com o United States Census Bureau tem uma área de
41,2 km², dos quais 27,4 km² cobertos por terra e 13,8 km² cobertos por água. Coos Bay localiza-se a aproximadamente 8 m acima do nível do mar.

## Localidades na vizinhança
O diagrama seguinte representa as localidades num raio de 24 km ao redor de Coos Bay.